# باشگاه فوتبال عقابان هندوکش
عقابان هندوکش یک باشگاه فوتبال در افغانستان است که در لیگ برتر این کشور به رقابت می‌پردازد. این تیم در اوت ۲۰۱۲ با تشکیل لیگ برتر افغانستان تأسیس شد و بازیکنانش از طریق تشکیلاتی موسوم به میدان سبز گزینش شدند. تیم عقابان هندوکش، منطقهٔ مرکزی افغانستان را نمایندگی می‌کند.